# 1891-es műkorcsolya- és jégtánc-Európa-bajnokság
Az 1891-es műkorcsolya- és jégtánc-Európa-bajnokság volt a verseny első kiírása. Ekkor még a mai néggyel ellentétben csak egy versenyszám volt, csak a férfiak indultak. A versenyt 1891. január 23-án és 24-én rendezték meg a németországi Hamburgban.
Az első Európa-bajnokság a németek teljes sikerét hozta, ugyanis mindhárom érmes helyen német versenyző végzett.
A verseny során kötelező elemeket kellett bemutatniuk.

## Végeredmény
| # | Név             | Ország                   | Pont    |
| - | --------------- | ------------------------ | ------- |
| 1 | Oskar Uhlig     | Német Birodalom          | 146.6/9 |
| 2 | A. Schmitson    | Német Birodalom          | 114.7/9 |
| 3 | Franz Zilly     | Német Birodalom          | 101.2/9 |
| 4 | Josef Nowy      | Osztrák–Magyar Monarchia | 88.5/9  |
| 5 | Willi Dienstl   | Osztrák–Magyar Monarchia | 79.4/9  |
| 6 | Fritz Ahrendt   | Német Birodalom          | 50.     |
| 7 | Wilhelm Schulze | Német Birodalom          | 28.8/9  |